# Polvere di Dover
La polvere di Dover era una medicina tradizionale utilizzata contro le sindromi da raffreddamento e la febbre. La polvere veniva ampiamente utilizzata nella pratica domestica per indurre sudorazione e sconfiggere l'avanzare del "freddo" all'inizio di un attacco di febbre. Era anche conosciuta con il nome di pulvis et ipecacuanhae opii. Non è più in uso nella medicina moderna.

## Storia
La polvere deve il suo nome all'inventore, il medico e bucaniere inglese Thomas Dover (1660-1742). Dover studiò medicina all'Università di Oxford nel 1680, ed ebbe occasione di servire un periodo di apprendistato con il Dr. Thomas Sydenham, illustre medico del XVII secolo, che inventò la formula del laudano, un altro popolare medicamento a base di oppio.

Dover praticò la medicina per oltre cinquanta anni, ma nella vita fu più famoso per le sue imprese come avventuriero e corsaro, partecipando al saccheggio delle colonie spagnole al largo della costa del Sud America ed al commercio degli schiavi. Nel 1710 Dover elaborò il preparato in polvere contro la gotta a base d'oppio, liquirizia, salnitro e ipecacuana. Il preparato divenne presto uno dei farmaci più usati del XVIII secolo, sia negli Stati Uniti che in Europa.
Un bicchiere di latte caldo cagliato con vino bianco rappresentava la soluzione nella quale si doveva sciogliere la polvere. Il tutto andava assunto poco prima di coricarsi. Dover raccomandava di coprirsi  bene e bere dalle due alle tre pinte, in modo da sudare molto. E subito rassicurava il paziente che in due o tre ore al massimo non avrebbe avvertito più il dolore. 
Effettivamente la pozione determinava una buona riduzione del dolore ed induceva anche un leggero senso di euforia, ma presentava lo svantaggio di non poter essere ingerita in grandi quantità a causa delle sue proprietà emetiche.
Il farmaco rimase in auge per molti anni, in particolare come trattamento antireumatico ed analgesico. Ne è testimonianza una Farmacopea economica ad opera di Antonio Porati, professore di Chimica-farmaceutica nel 1808 che consigliava la preparazione in questo modo:
"Oppio polverizzato. Ipecacuana in polvere: di cadauno un denaro. Zucchero in pane polv.: dieci denari. Misti si fa una polvere, della quale mezzo denaro contiene un rano d'oppio." A piè di pagina il Porati avvertiva: "La farmacopea dello spedale si serve, invece dello zucchero in pane, del solfato di potassa, il quale non fa che rendere ingrato il medicamento senza dargli alcuna virtù, onde ho creduto meglio usare dello zucchero, il quale non accresce la spesa, in confronto del zolfato di potassa".

## Formula originaria
Prendete un'oncia di oppio, salnitro e tartrato di potassio ognuno quattro once, ipecacuana un'oncia, liquirizia un'oncia. Mettete il salnitro ed il tartrato di potassio in un mortaio caldo, mescolando con un cucchiaio fino a quando non si incendiano. Poi polverizzatli finissimamente, dopo di che tagliate l'oppio, macinateli fino a polverizzarli, e poi mescolate le polveri con queste altre. La dose varia da quaranta a sessanta o settanta chicchi in un bicchiere di vino bianco prima di andare a letto.

## Azione
Essenzialmente l'efficacia della preparazione è dovuta al suo contenuto in oppio. Tuttavia la presenza dell'ipecacuana rende l'attività diaforetica (sudorazione) del composto più marcata e nel contempo ne riduce gli effetti narcotici e stupefacenti. D'altro canto rispetto ad una soluzione di solo oppio risulta determinare con più facilità nausea e vomito.

## Utilizzo
Il composto veniva utilizzato ogni qualvolta si desiderava ottenere una abbondante sudorazione ed un effetto analgesico e narcotico. Veniva perciò prescritta soprattutto in caso di reumatismi, gotta, dolori muscolari persistenti ed artralgie, specie in caso di risposta solo parziale ad un trattamento con antiflogistici, dimostrando spesso di essere in grado di arrestare la progressione degli attacchi reumatici. Veniva poi consigliato dai medici anche in caso di altre forme infiammatorie, come pleuriti, polmoniti, bronchiti, enteriti, orchiti, dissenteria, diabete, edema ed ascite, raffreddori lievi, catarri ed altre patologie ancora.

## Curiosità
La sua formula unica e la sua specificità negli ingredienti, determinarono la realizzazione di una pozione relativamente uniforme ed affidabile in un'epoca in cui non esisteva alcuna regolamentazione nella produzione di farmaci, né tanto meno una standardizzazione nella loro preparazione.
I farmaci potevano essere acquistati nelle farmacie dell'epoca, con o senza prescrizione medica, od anche nei negozi che vendevano farmaci e sostanze chimiche assieme al cibo, vestiario e altri generi di prima necessità.
La polvere fu considerato un medicamento sicuro da parte del pubblico e venne largamente prescritta dai  medici. Fu ritenuta così affidabile da venire prescritta anche ai bambini.